# Ephesia combinata
Ephesia combinata är en fjärilsart som beskrevs av Embrik Strand 1914. Ephesia combinata ingår i släktet Ephesia och familjen nattflyn. Inga underarter finns listade i Catalogue of Life.